# 舒蘭市
舒蘭市（じょらん-し）は中華人民共和国吉林省吉林市に位置する県級市。

## 歴史
1910年（宣統元年）、清朝により舒蘭県が設置される。1992年に舒蘭市に改編され現在に至る。

## 行政区画
5街道、10鎮、5郷を管轄：
- 街道弁事処：北城街道、南城街道、環城街道、吉舒街道、浜河街道
- 鎮：法特鎮、白旗鎮、渓河鎮、朝陽鎮、小城鎮、上営鎮、水曲柳鎮、平安鎮、金馬鎮、開原鎮
- 郷：蓮花郷、亮甲山郷、新安郷、七里郷、天徳郷

## 交通

### 鉄道
- 中国国家鉄路集団
  - 舒蘭駅 - 拉浜線、吉舒線、陶舒線（中国語版）の接続駅

### 道路
- 高速道路
  -  吉黒高速道路（中国語版）
- 国道
  -  G202国道
  -  G222国道（中国語版）